# Тойлой, Уитни
Уитни Тойлой (род. 21 июля 1990, Ивердон-ле-Бен) — швейцарская фотомодель. Выиграла конкурс Мисс Швейцария 2008 года и представляла страну на конкурсе Мисс Вселенная 2009, попав в десятку лучших с седьмым результатом.

## Отбор и финал Мисс Вселенная 2009
Тойлой был выбрана в шоу «Мисс Швейцария 2008» по швейцарскому телевидению 27 сентября 2008 года. В свои 18 лет она была самой молодой из всех 16 кандидаток. Она получила это звание как преемница Аманды Амманн. На тот момент она имела рост 177 см и фигуру 82-60-90.
В финальной части Мисс Вселенная, который состоялся в августе 2009 года, Уитни Тойлой заняла место в «десятке».

## После конкурса
Она живёт в городе Ивердоне в кантоне Во и во время конкурса посещала кантональную школу в своем родном городе. Имеет сестер Аву и Матильду. В 2010 году она сдала аттестат зрелости. Позже Уитни получила степень в Лозанне, в Ecole hôtelière de Lausanne.
После конкурса как гуманитарный посол, совершила благотворительный тур в Индию. По оценке Уитни, лучшая из новых мисс это Летиция Гуарино, мисс Швейцария 2014.
В 2015 году поддержала кампанию в борьбе с дефицитом железа, заболеванием, которым она сама ранее страдала.